# トルヴェ
トルヴェ（イタリア語: Tolve）は、イタリア共和国バジリカータ州ポテンツァ県にある、人口約3,200人の基礎自治体（コムーネ）。

## 地理

### 位置・広がり

#### 隣接コムーネ
隣接するコムーネは以下の通り。括弧内のMTはマテーラ県所属を示す。
- アルバーノ・ディ・ルカーニア
- カンチェッラーラ
- イルシーナ (MT)
- オッピド・ルカーノ
- サン・キーリコ・ヌオーヴォ
- トリカーリコ (MT)
- ヴァーリオ・バジリカータ